# Бранко Поповић (књижевник)
Бранко Поповић (Цвилин, 20. децембар 1927 — Београд, 5. новембар 2011) је био књижевник, књижевни критичар и академик ЦАНУ.

## Биографија
Рођен је 20. децембра 1927. од оца Арса (1886–1942) и мајке Васе (1900–1989) на Цвилину код Подгорице у племену Кучима.
Био је члан Удружења књижевника Србије.
Активно се залагао за очување државног заједништва Србије и Црне Горе у оквиру некадашње Савезне Републике Југославије (1992–2003), а потом и у оквиру Државне заједнице Србије и Црне Горе (2003–2006). Почетком 2005. године, постао је један од оснивача Покрета за европску државну заједницу Србије и Црне Горе у Србији.
Преминуо је после дуже болести 5. новембра 2011 у Београду. Сахрањен је 8. новембра 2011. на гробљу у Цвилину.

## Дела
Поповић је написао више књига. Познатија дела су му:
- „Романсијерска уметност Михаила Лалића”
- „Верзије књижевног дела”
- „Самосвест критике”
- „Потрага за смислом”